# 筑登之親雲上
筑登之親雲上（ちくどぅんぺーちん）は、琉球王国の位階および称号。位階は従七品で、領地（采地）は有しない。いわゆる下級士族である。
琉球士族は、大きく分けて領地を有した殿内（とぅんち）、領地を有しない里之子家（里之子筋目）、筑登之家（筑登之筋目）に分かれる。筑登之親雲上はもっぱら筑登之家の者が昇進してなった。冠は黄冠をかぶり、銀簪を挿した。
筑登之家の者は、子 → 筑登之 → 筑登之親雲上 → 親雲上と出世していく。親雲上（ペークーミー）は地頭職で領地を有したが、筑登之家の者がここまで出世するのはまれであり、大抵は筑登之親雲上にとどまった。筑登之家は琉球士族の大半を占め、そのほとんどは無禄士族であり、一握りの者だけが難関の科（コー、科挙）に合格して、王府に勤め俸禄をもらうことができた。

## 関連事項
- 琉球の位階